# Edmonia Lewis

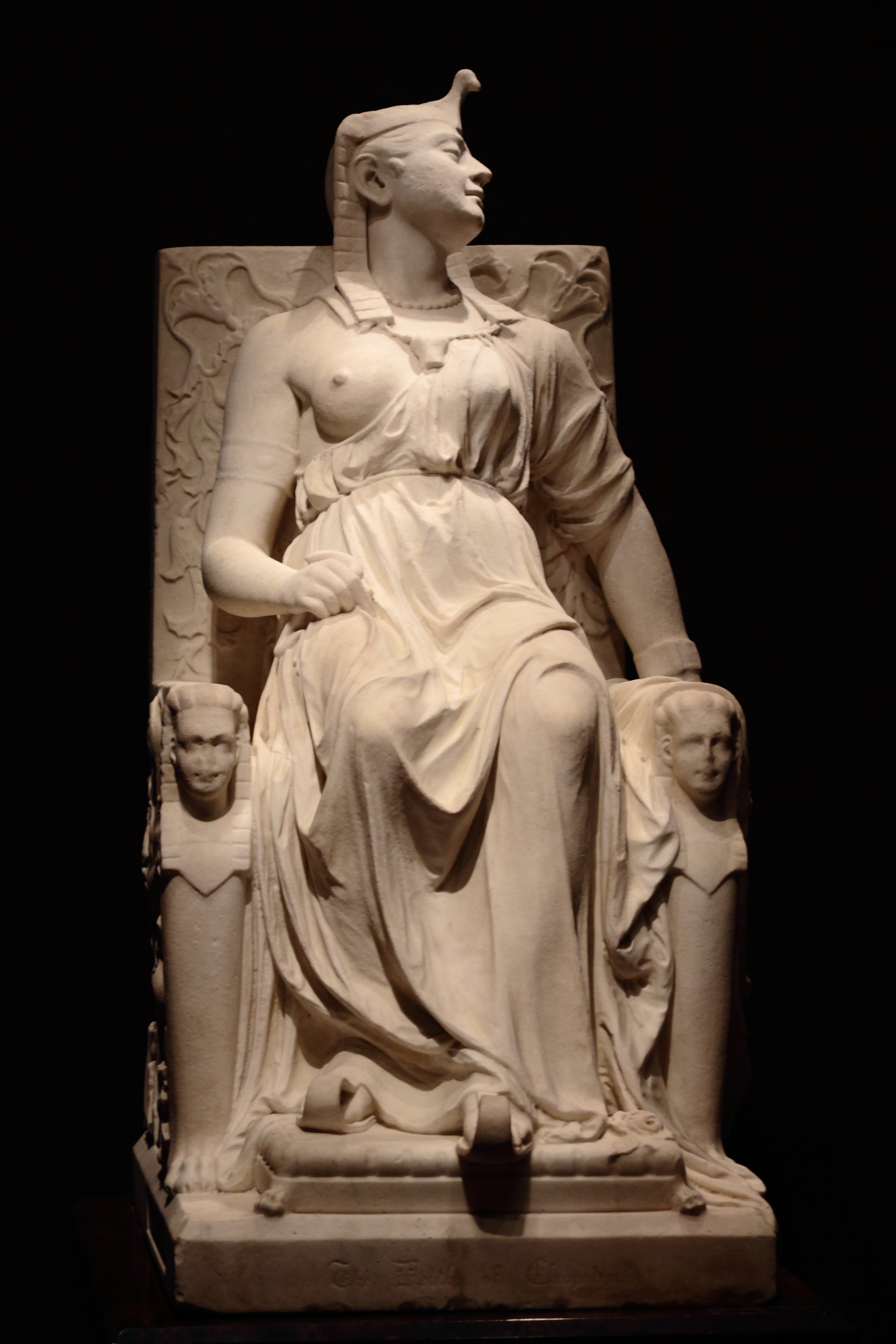
Kleopátra halála

Mary Edmonia Lewis (New York, 1844. július 4. – London, 1907. szeptember 17.)  afroamerikai és indián származású amerikai neoklasszikus szobrász.

## Élete
Afrikai származású haiti apától és odzsibva indián anyától született. A korán árván maradt Edmoniát anyai nagynénje nevelte az odzsibvák között a Niagara-vízesés közelében. Baptista iskolába járt, majd 1859-ben bátyja segítségével bekerült Oberlinben, Ohio államban, a felsőfokú magániskola előkészítő tanfolyamára. 1860-ban kezdte meg tanulmányait. A koedukált főiskolán színes bőrüek is tanulhattak. Az amerikai polgárháború feszült légkört teremtett. Edmoniát azzal vádolták, hogy meg akarta mérgezni két fehér osztálytársnőét, akik rosszul lettek attól a fűszeres bortól, amivel megkínálta őket. Ismeretlenek brutálisan bántalmazták a bírósági tárgyalás előtt. John Merce Langston abolicionista ügyvéd vállalta védelmét, és a bíróság bizonyíték hiányában felmentette Edmoniát. Ismét bátyja segítségével Bostonba ment, ahol William Lloyd Garrison abolicionista újságíró elvitte egy szobrászhoz, aki mellett modellezést, formázást tanult.
Első, eladásra szánt érméjét 1864 elején készítette John Brown arcképével. Hamarosan elkészült Robert Gould Shaw ezredes mellszobra, aki az első afroamerikai ezrednek, az 54. Massachusetts Gyalogsági Ezrednek volt a parancsnoka. Shaw hősi halált halt Charleston közelében. Családja nagyra értékelte az alkotást, Lewisnak számos másolatot sikerült eladnia, a bevételből Rómába utazott. Charlotte Cushman bostoni színésznő, Harriet Hosmer valamint amerikai szobrásztársai felkarolták Edmoniát. A Rómában tartózkodó Henry James gúnyosan „furcsa női klikknek” nevezte a Hosmer stúdiójában összegyűlő emancipálódott honfitársnőit. 
Edmonia indián nőnek nevezte magát. Műtermét a külföldiek is látogatták. Henry Wadsworth Longfellow 1855-ben írt The Song of Hiawatha című epikus költeményének szereplőiről, Hiawatháról és szerelméről, Minnehaháról készített mellszobrok nagy sikert arattak. Sokan megrendelték, számos másolat található múzeumokban és magángyűjteményekben. Longfellow-ról is készített márvány mellszobrot. 1863. január 1-jén Lincoln elnök kibocsátotta az Emancipációs Nyilatkozatot. Lewis volt az első szobrász, aki ezt megünnepelte a Felszabadított asszony és gyermeke (The Freed Woman and her Child) alkotásával, amelyet hamarosan a Forever Free (Mindörökre szabad) és Hágár követtek. 
A Rómában tartózkodó Liszt Ferenc arcképét lapos márvány domborművön örökítette meg. Mellszobrot készített Ulysses S. Grantról,  Abraham Lincolnról, Charles Sumner szenátorról, és Horace Greelyről. Ő volt az első jelentős szobrásznő, aki kiállított Kaliforniában. Szobrai mellett állva beszélt alkotásairól, ami megdöbbentette és bántotta azokat a fehér honfitársait, akik azt állították, hogy az afroamerikaik nélkülözik az intelligenciát, és nincs érzékük a képzőművészetekhez. 1876-ban a Philadelphiában megrendezett világkiállításon a Kleopátra halála monumentális szobrával szenzációt keltett. Az okos és kitartó Edmonia a bátorság és a siker szimbóluma lett a színes bőrű kisebbségi közösségek számára.

## Galéria

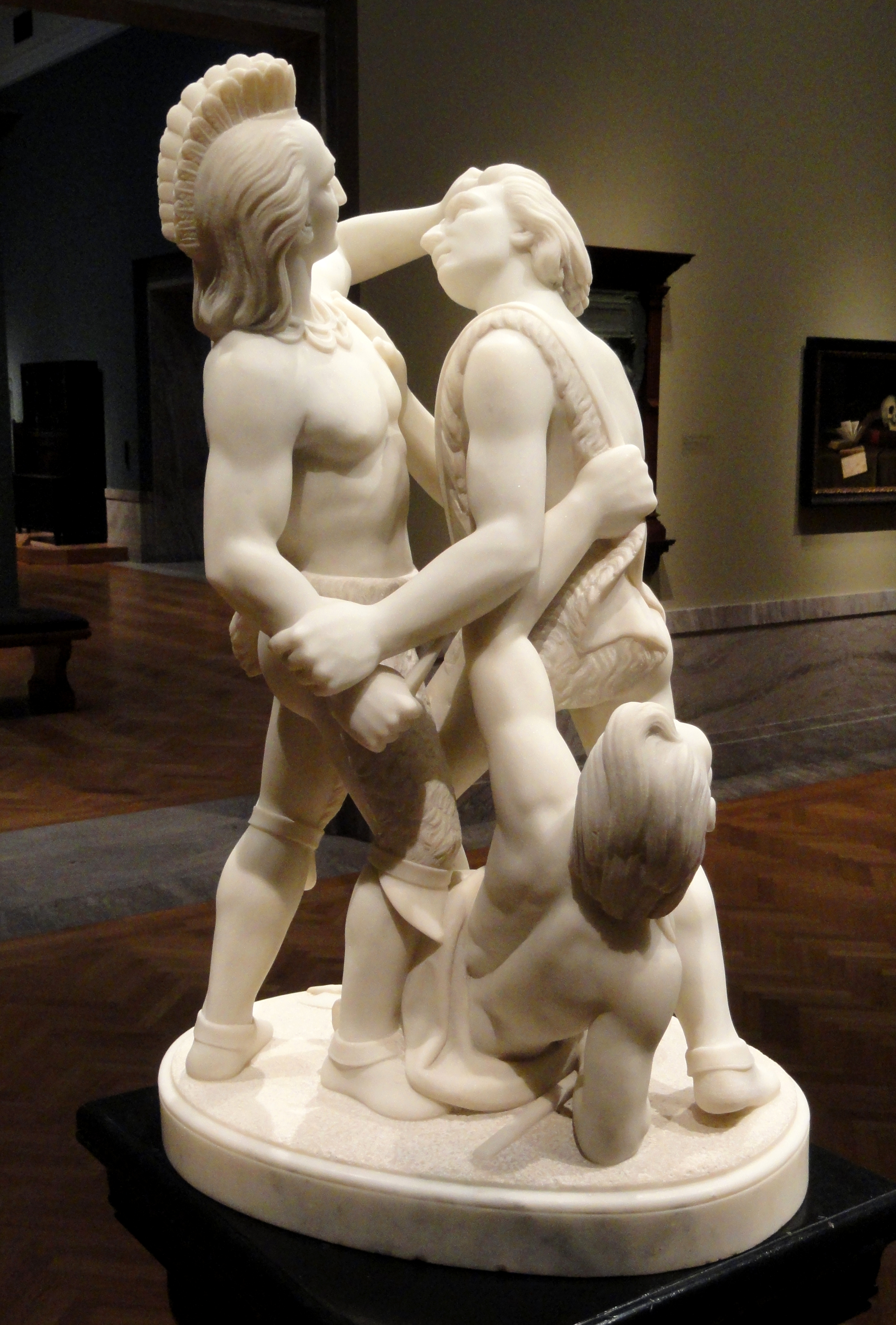
Indiánok küzdelme
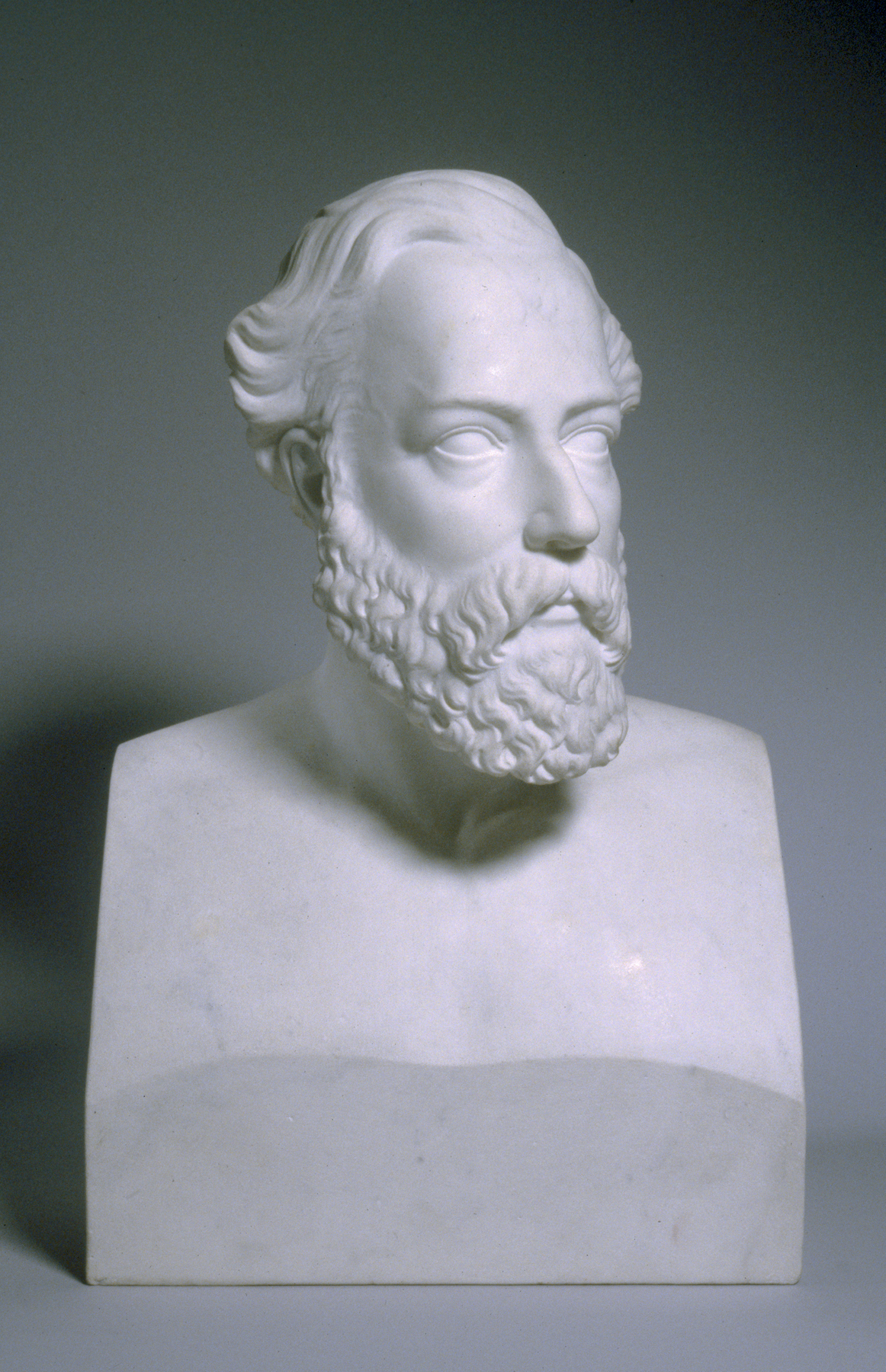
Dr. Dio Lewis
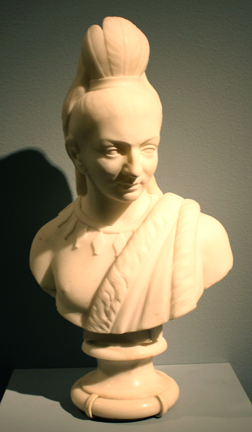
Hiawatha
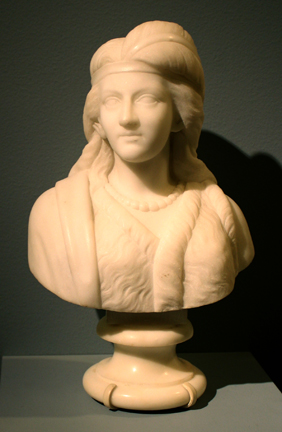
Minnehaha